# Johan Bergmark
Johan Bergmark, född 4 oktober 1978 i Skellefteå, är en svensk före detta ishockeyspelare.
Bergmark flyttade från Skellefteå till Umeå under årsskiftet 1980/1981. Han växte upp i stadsdelen Teg i närheten av Umeå Arena där Tegs SK och IF Björklöven spelar sina hemmamatcher.
Bergmarks moderklubb är Tegs SK som han spelade för mellan 1996 och 2004. Förutom en säsong i Lycksele SK spelade Bermark resten av sin karriär i IF Björklöven. I slutet på april 2011 meddelade Bergmark att han avslutat sin hockeykarriär.